# 秋保石

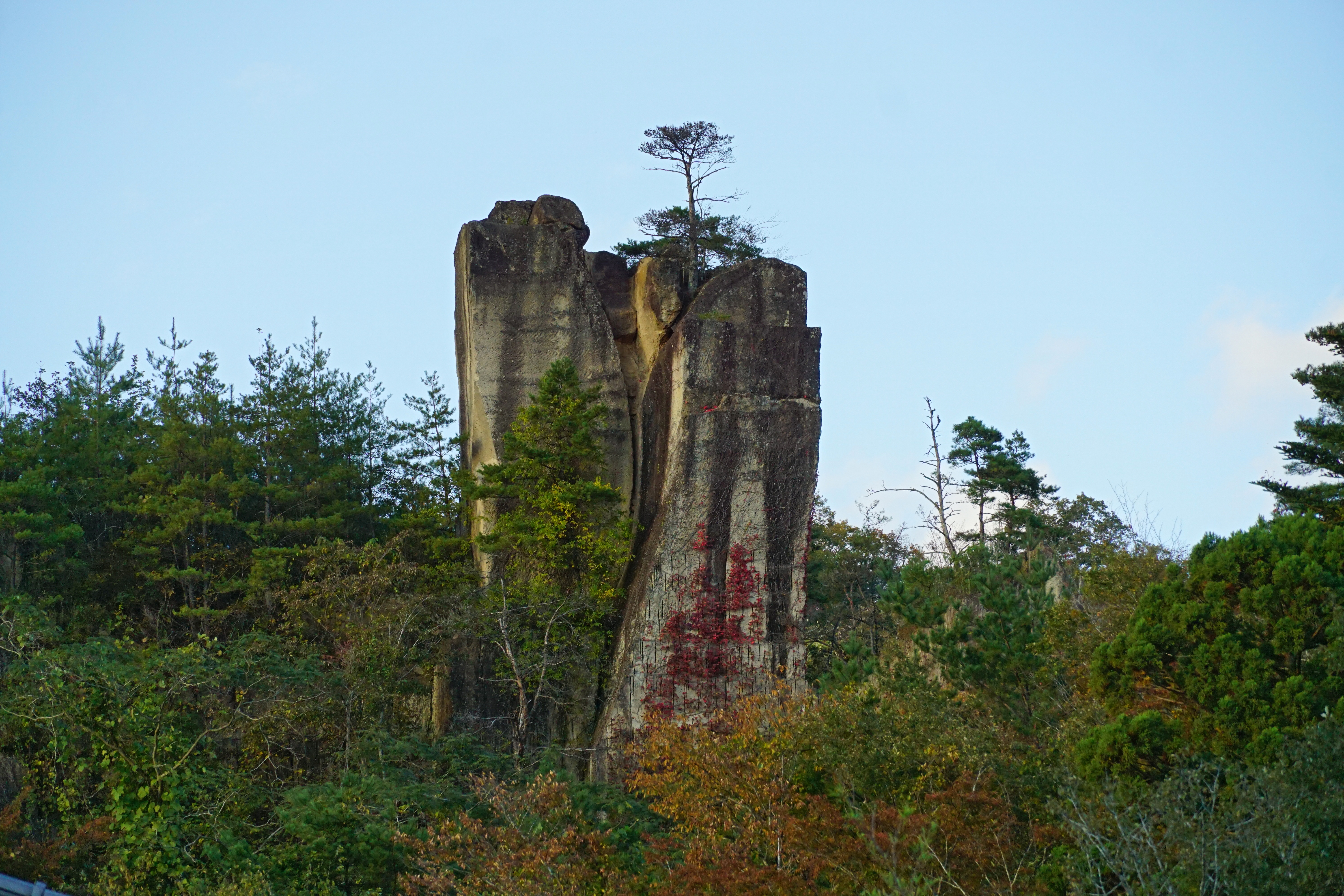
秋保石採石場跡（秋保）

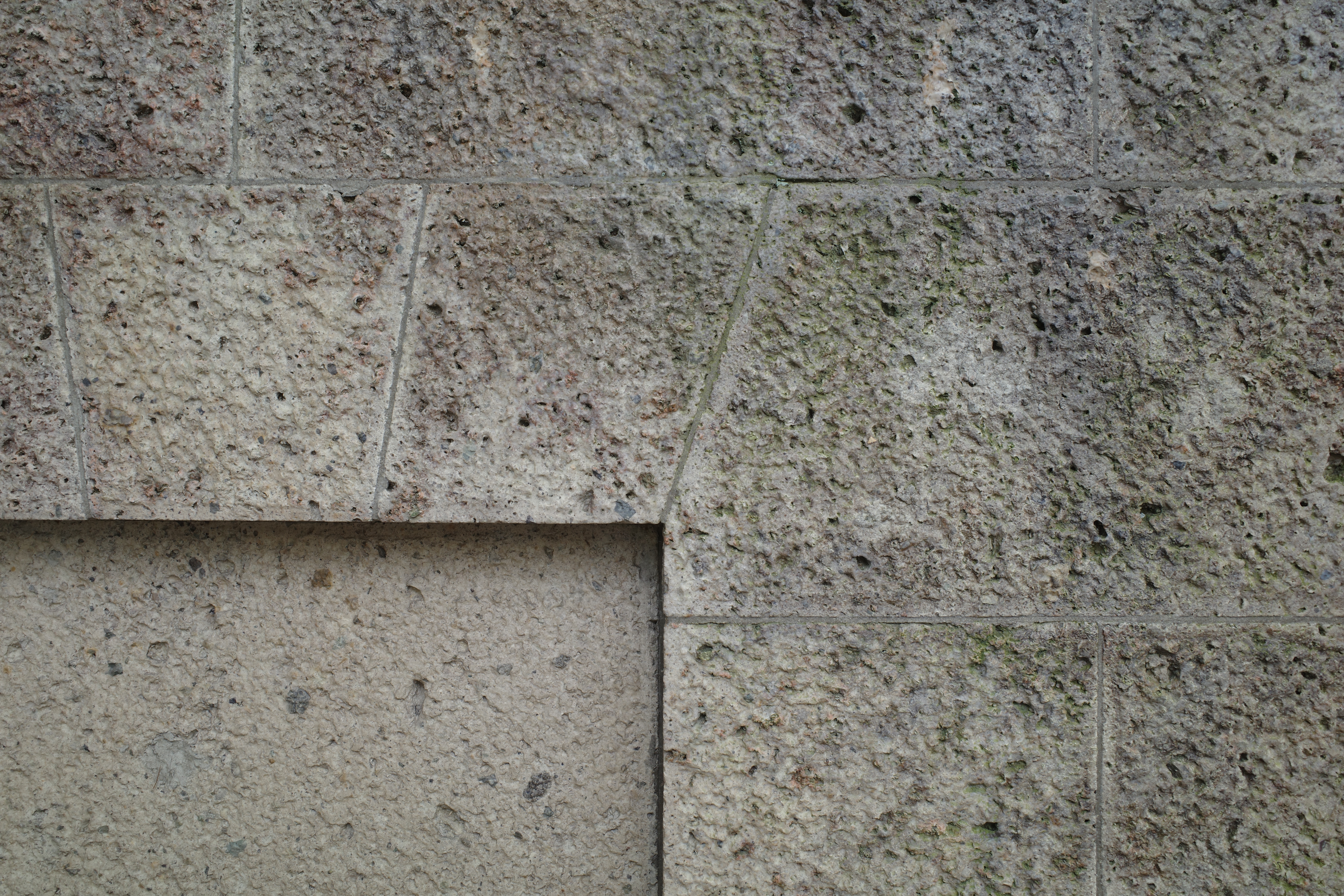
ラーハウザー記念東北学院礼拝堂の外壁

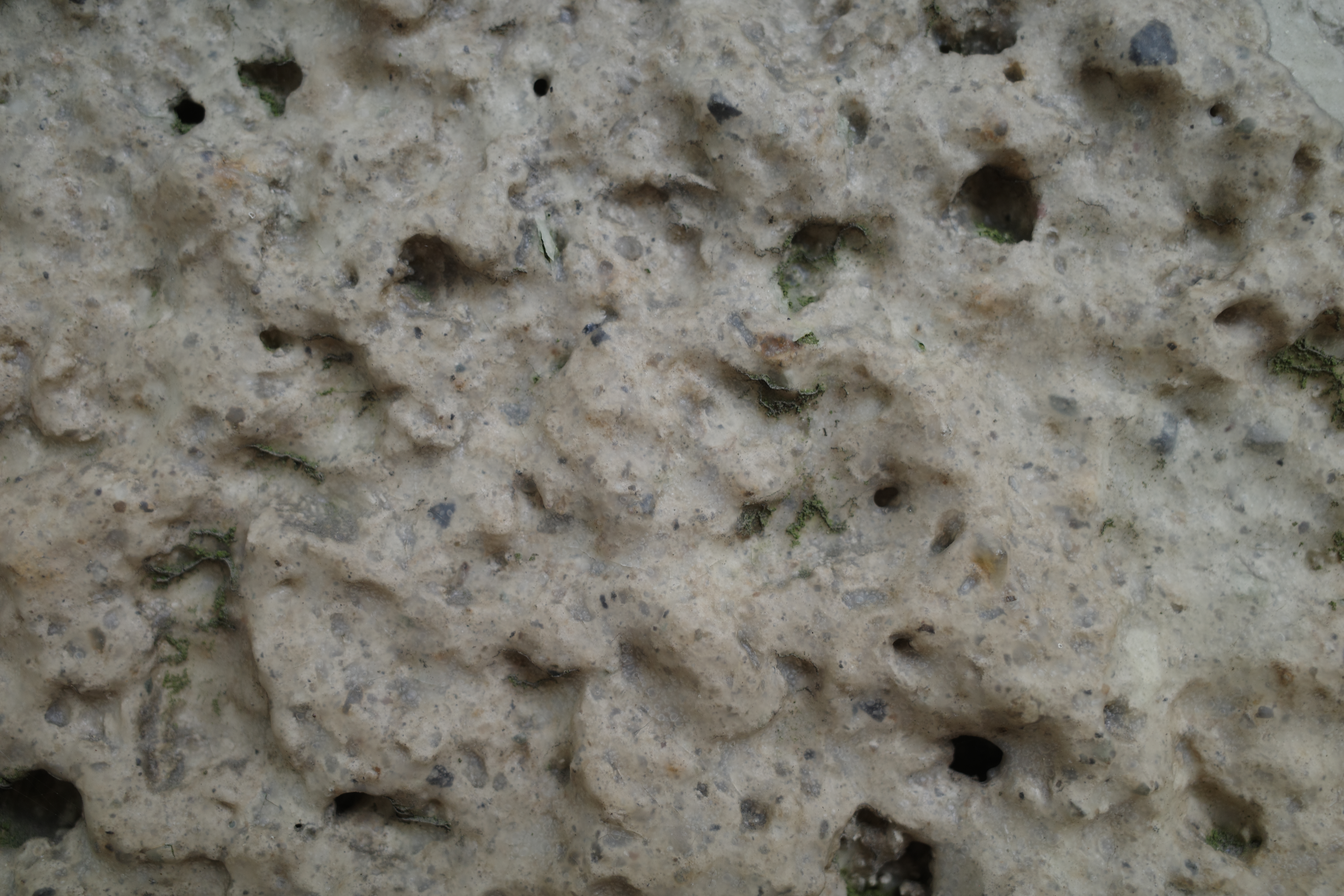
同じく、拡大写真（樹脂系の保護剤で表面がコーティングされている）

秋保石（あきういし）学名「含有孔虫浮石質角礫凝灰岩」は、宮城県仙台市太白区秋保の主に湯元地区で産出され、広く建築材として用いられた凝灰岩。かつては同地区の磊々峡の川底から採掘されていたため「川瓢」（かわふくべ）とも呼ばれた。秋保と長町を結ぶ軌道が開通した大正3年以降、仙台周辺へ大量に流通するようになり、特に大正末期から昭和初期にかけて盛んに使われた。最盛期は秋保地区に採掘業者が20軒ほどあったが、昭和中期以降には使用される機会が減り、現在でも採掘を行っている業者は２社のみとなっている。かつて盛んに採石された痕跡を、秋保の山肌に見ることができる。

## 特徴

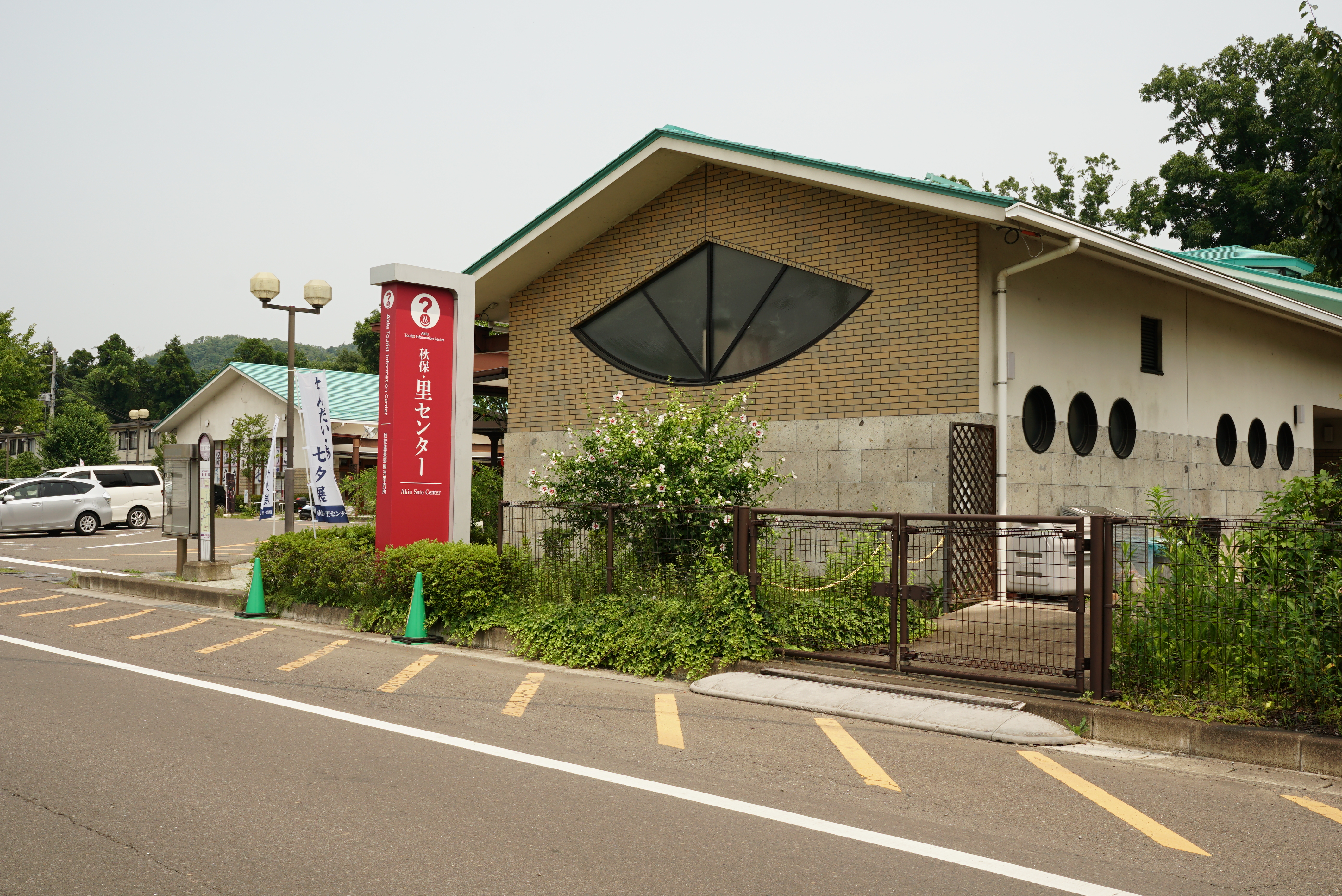
秋保・里センター外観

耐久性や耐火性、防水性に優れ、軽量である。また比較的加工がしやすいため、建材や土木資材として用いられることが多かった。同じ凝灰岩の大谷石と比較すると色は黄色味があり、表面は堆積の際に混じった様々な小さい石が微妙な模様を成し、加工の仕方で表情が変わる。

## 使用例

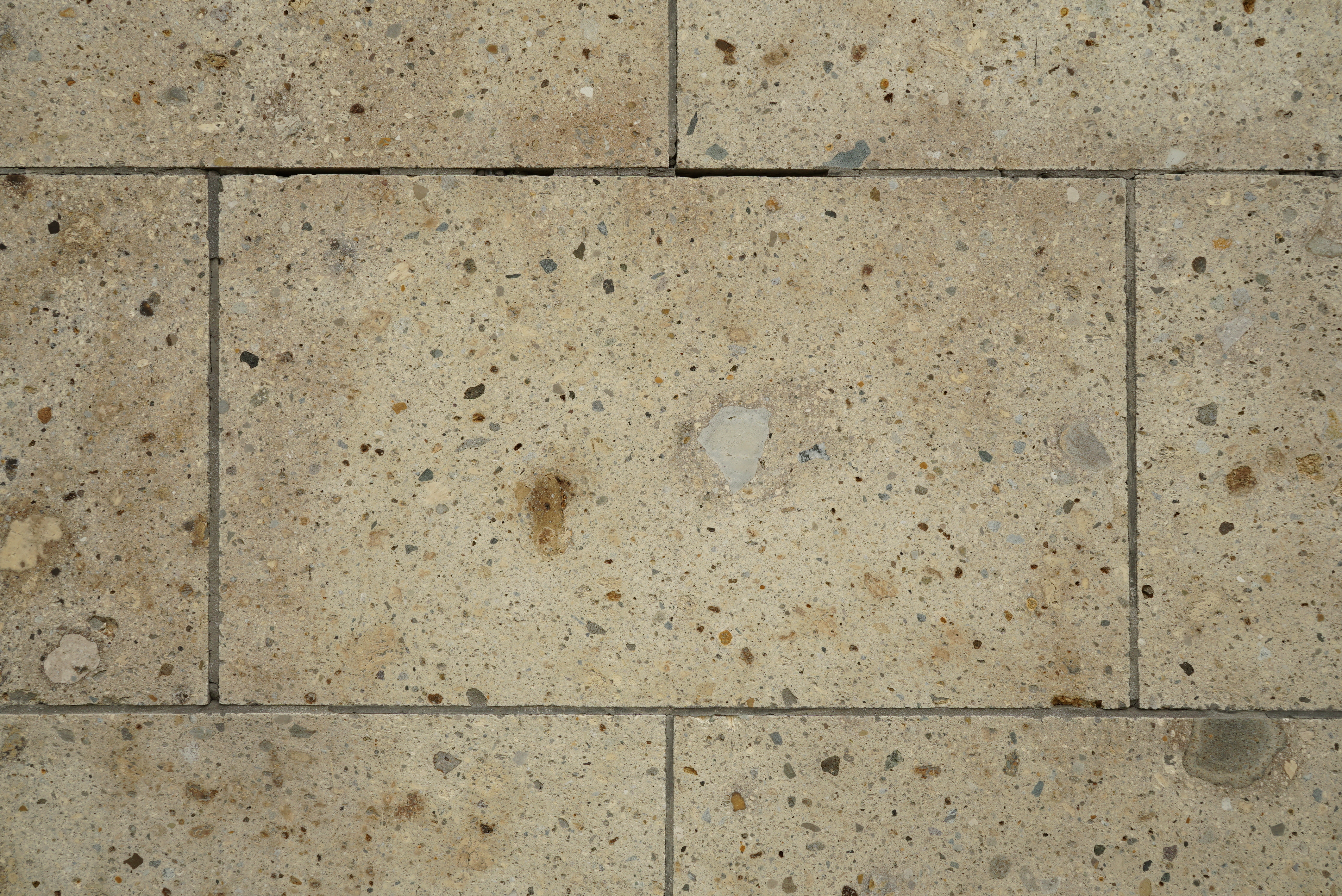
秋保・里センター外壁の秋保石

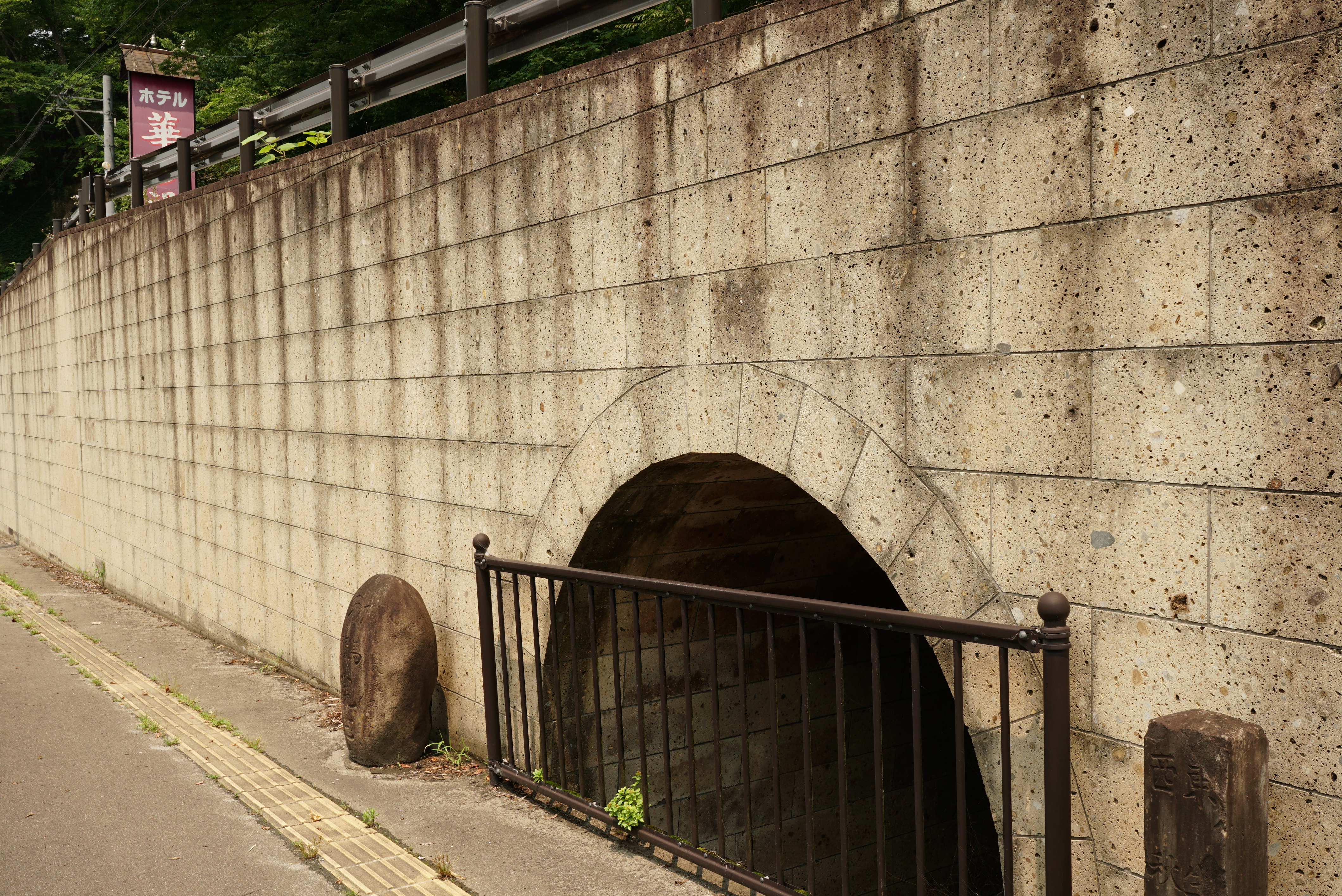
二口街道沿いの擁壁（磊々峡バス停横）

仙台近郊の戦前から1970年代にかけての建物などの外壁、塀、階段など、様々な部分の建材として利用されてきた。現存する大型建築の代表例として、1932年(昭和7年)建築の東北学院大学土樋キャンパス・ラーハウザー記念東北学院礼拝堂、1925年(大正14年)建築の東北学院大学 本館(旧・専門部校舎)の外壁全面に秋保石が使用されている。近年の公共建築における使用例としては、2001年(平成13年)建築の秋保・里センターの外壁に使用されている。現在では外構や内装の仕上げに使用されることが多い。建築以外での使用例としては仙台市太白区秋保町湯元青木の二口街道沿いの擁壁や、松島町松島浪打浜の海外防波堤などの公共土木工事に用いられている。近年の建物の外壁に多く使用される花崗岩と比較して吸水性があり、硬度が低いため外部での使用には凍害に留意する必要がある。

## 磊々峡
名取川が秋保石の大地を侵食して生み出した、奇岩の並ぶ650m程の流域のこと。遊歩道が整備されている。

## 秋保電気鉄道
秋保石の採掘運搬を目的として大正3年（1914年）に馬車軌道が開通。これが後、秋保石材軌道、昭和19年（1944年）に秋保電気鉄道と改称。昭和36年（1961年）に廃止されるまで、秋保石の他、多くの物資や秋保温泉へ向う湯治客の輸送に大きく寄与した。